# Javari (monitor)
Javari foi um monitor encouraçado oceânico da classe Javari operado pela Armada Imperial e Marinha do Brasil antes e após a Proclamação da República. Seu navio-irmão foi o Solimões. É conhecido por sua blindagem e armamentos poderosos para a época. Seu serviço foi limitado pelo seu calado inadequado para determinados trechos de rio, além de ter sua manobrabilidade ser reduzida devido a uma borda livre extremamente baixa, isso o fez ser considerado principalmente como uma bateria flutuante. Foi afundado após ter sido alvejado pelo Forte de São João durante a Revolta da Armada em 1893.

## Características gerais
A ideia de se construir a classe Javari surgiu após terem se completado dez anos da construção do primeiro navio couraçado do Império: Brasil. Segundo Ribeiro de Luz, "esses encouraçados de ferro seriam dotados de todos os melhoramentos próprios a torná-los perfeitas máquinas tanto para a guerra marítima, como para a fluvial." Porém, esta constatação acabou sendo considerada equivocada, pois os futuros encouraçados se mostraram lentos e pouco confiáveis em mar aberto devido a sua borda livre ser excessivamente baixa. Portanto, passaram a ser considerados mais como baterias flutuantes da Baía de Guanabara do que como navios propriamente ditos.
O Javari deslocava 3 700 toneladas. Suas dimensões consistiam em 73 metros de comprimento, 17,70 metros de boca moldada e 3,75 metros de calado. Sua blindagem era formada por chapas de 304 milímetros à meia-nau e nas casamatas dos canhões, 177 milímetros na proa e popa, 76 milímetros no convés e 101 milímetros na torre de comando.
Sua propulsão era composta por máquinas a vapor, gerando 2 500 cavalos de força, acoplados a dois eixos. Isso permitia que Javari atingisse uma velocidade máxima de onze nós. Já o seu armamento contava com quatro canhões Whitworth de 254 milímetros em duas torres duplas, dois canhões Nordenfelt de 37 milímetros e duas metralhadoras. Sua guarnição era de 135 homens. Essas características fizeram de Javari e Solimões, navios da mesma classe (Javari) os navios mais bem protegidos e armados de toda a Esquadra, embora não fossem os mais manobráveis e velozes.

## Histórico de serviço
O monitor foi construído no estaleiro Forges et chantiers de la Méditerranée em Le Havre, França chegando ao Brasil em 1876. Sua construção enfrentou oposição por parte do primeiro comandante da embarcação, o Capitão de Fragata José Marques Guimarães. Após realizar testes em mar, realizando provas de máquina e de governo, o capitão de fragata julgou os resultados como insatisfatórios, encontrando críticas por parte dos envolvidos em sua construção. Negou realizar a travessia para o Brasil, sendo substituído pelo Capitão-de-Fragata João Antônio Alves Nogueira. O navio recebeu o nome Javari em homenagem ao rio homônimo localizado na Província do Grão-Pará. Quando incorporado, em conjunto com seu navio-irmão Solimões, era o maior navio da armada brasileira.
No dia 19 de agosto de 1884, foi incorporado à Esquadra de Evoluções, núcleo dos melhores navios da Armada em propulsão, artilharia e torpedos. Criada através do Aviso n.º 1541A, do então Ministro dos Negócios da Marinha, Almirante Joaquim Raimundo de Lamare, a Esquadra de Evoluções teve como primeiro comandante o Chefe-de-Esquadra Arthur Silveira da Mota, Barão de Jaceguai. Era formada por 16 navios entre encouraçados, cruzadores e torpedeiros.
Dias antes da assinatura da Lei Áurea que aboliu a escravidão no Brasil, houve uma mobilização popular encabeçada por jornalistas para arrecadar fundos para a compra da pena de ouro que seria usada na ocasião. Membros da tripulação do Javary enviaram um pequeno texto de apoio à mobilização, visto que queriam deixar registrado sua participação nesse evento.

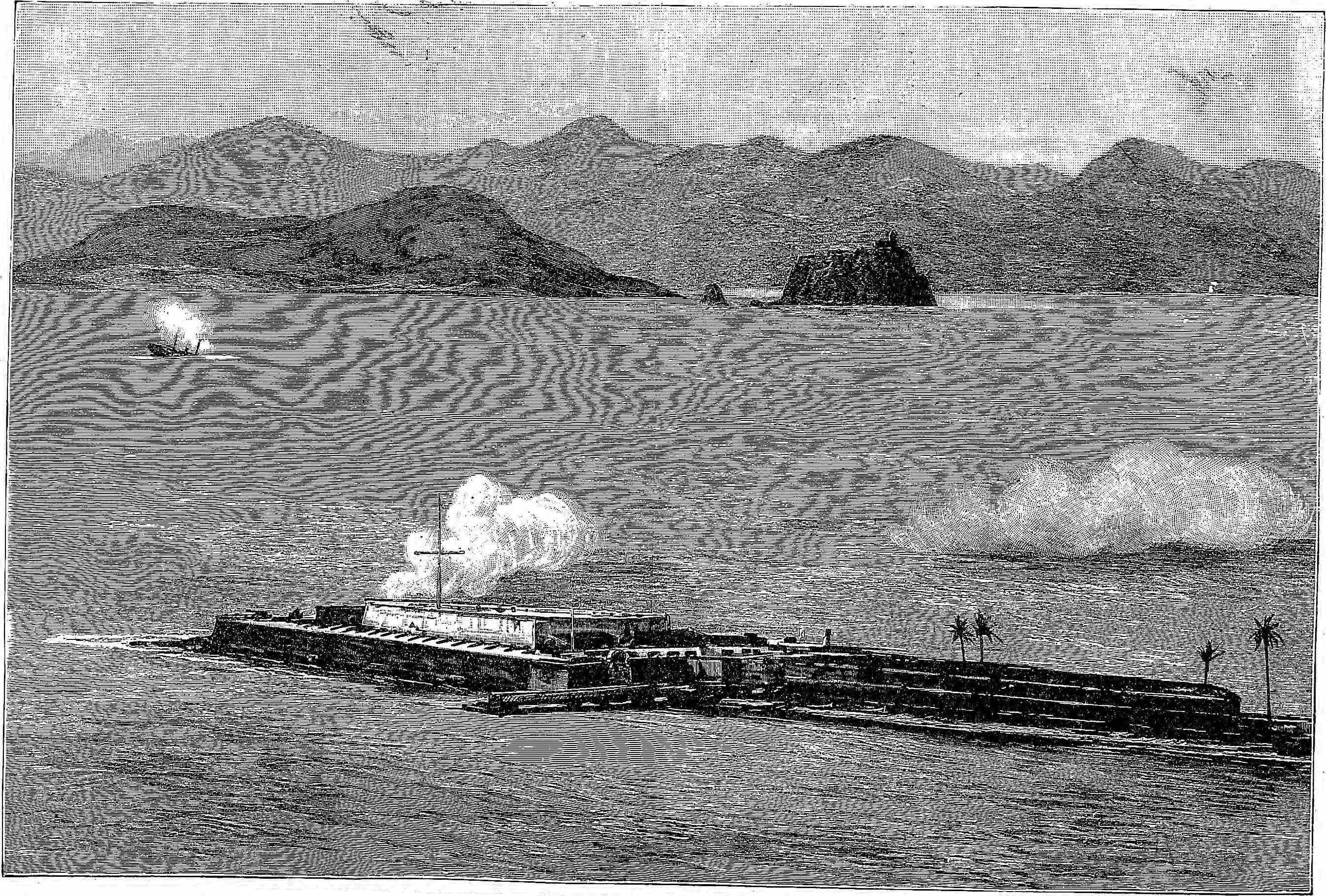
Vista da Fortaleza de Villegaignon em posse das forças rebeldes: a embarcação afundando é o monitor Javary (The Graphic, 06/01/1894)

Durante a Revolta da Armada, Javari se engajou fortemente no motim. O navio ficou responsável por defender o principal depósito de armamentos dos revoltosos (Ponta da Armação). Estava sem propulsão própria, ficando fundeado entre a Ponta do Calabouço e a Ilha de Villegaignon, na Baía de Guanabara, quando iniciou uma troca de tiros com as fortalezas da Barra do Rio de Janeiro.
Os disparos, provavelmente provenientes da Fortaleza de São João, o atingiram na popa atravessando seu casco, provocando uma abertura pela qual a água começou a entrar. O rebocador Vulcano tentou movimentar Javari para uma posição mais segura, onde seriam feitos os reparos, mas isso se provou impossível de se realizar dado os danos contínuos que o monitor estava sofrendo. Afundou lentamente, com seus canhões principais disparando até não ser mais possível. Seu naufrágio permitiu a tomada da Ponta da Armação.
Laudos posteriores concluíram que a causa da penetração dos disparos, que não deveria ser possível dada sua couraça, foi causada pelo mau estado que o navio se encontrava na ocasião do embate e pela trepidação gerada pelos disparos dos próprios canhões de 254 milímetros do monitor.